# Малофёдоровка (Фёдоровское сельское поселение)
Малофёдоровка — село в Неклиновском районе Ростовской области России. Входит в состав Фёдоровского сельского поселения.

## География
Находится у реки Сухой Епанчик. В селе имеется одна улица — Заречная.

## Население
| 2010 |
| ---- |
| 55   |

## Инфраструктура
Личное подсобное хозяйство.
Есть памятникам участникам Великой Отечественной войны.

## Транспорт
Деревня доступна автотранспортом. Остановка общественного транспорта.